# Goldener Reiter (Lied)
Goldener Reiter ist ein Lied der Neuen Deutschen Welle von Joachim Witt. Es wurde 1980 auf seinem ersten Soloalbum Silberblick veröffentlicht und erschien im Mai 1981 als Single.

## Inhalt
Das lyrische Ich im Lied ist wegen Schizophrenie in eine psychiatrische Klinik eingewiesen worden. 2014 erklärte Witt in einem Radiointerview, die Inspiration zum Lied sei aus dem 1979 erschienenen Film Der elektrische Reiter erwachsen, in dem die Hauptfigur eine gelb leuchtende Uniform trägt.
In der Sendung Völlig losgelöst – 40 Jahre Neue Deutsche Welle aus dem Jahr 2016 von Sat.1 sagte Witt, dass das Lied eine Kapitalismuskritik beschreibe („Protestsong gegen den ausufernden Kapitalismus mit all seinen Scheinheiligkeiten, und so ist der Text gedacht und entstanden.“). Er habe das Lied zunächst mit englischem Text als Bandmitglied von Duesenberg geschrieben, den Song aber zurückgehalten und ihn schließlich auf Deutsch auf seinem Soloalbum Silberblick veröffentlicht.

## Erfolg
Das Lied, das bei seiner Veröffentlichung 1980 zunächst unbeachtet geblieben war, wurde 1981 in der beliebten Sendung Musikladen gespielt; es konnte sich daraufhin am 14. Dezember 1981 in den deutschen Singlecharts platzieren und hielt sich dort insgesamt 29 Wochen. Die höchste Platzierung war Position zwei. Durch den großen Erfolg von Goldener Reiter kam das Album Silberblick direkt nach seiner Veröffentlichung in Deutschland in die Top 10 und verkaufte sich bis Ende 1981 mehr als 300.000 Mal. Goldener Reiter bekam im Juni 2022 eine Platin-Schallplatte für über 500.000 verkaufte Einheiten in Deutschland.

## Weitere Versionen
Das Lied wurde unter anderem von den Schröders nachgespielt. Witt gefiel die Coverversion so gut, dass er 1997 im Vorprogramm der Schröders auftrat. Weitere Versionen stammen von den Punkbands Rawside und Abstürzende Brieftauben. Melodie und Reime des Refrains wurden 2004 im Outro des Stücks Troy von den Fantastischen Vier aufgegriffen.
1995 veröffentlichte Witt eine Eurodanceversion unter dem Titel Goldener Raver, die in Zusammenarbeit mit Komakino entstand. Im Jahr 2008 nahm Witt anlässlich der Olympischen Sommerspiele in Peking zusammen mit der deutschen Reiternationalmannschaft eine Version mit dem Titel Wir sind die goldenen Reiter auf. Michelle Leonard veröffentlichte 2009 die Coverversion Golden Rider. Nino de Angelo hat das Lied 2014 neu aufgenommen. Erik Cohen veröffentlichte 2019 auf dem Album Live aus der Vergangenheit eine Version des Liedes.
2020 wurde das Lied unter anderem von der NDH-Band Die Kreatur und der deutschen Rockband Eisbrecher gecovert. 
Eine weitere Coverversion erschien im Jahr 2022 auf dem Debütalbum der Kölner Heavy-Metal-Band Luzifer. Im gleichen Jahr wurde mit Cavaliere d’argento eine italienische Version von der Crucchi Gang und Francesco Wilking veröffentlicht. In den Jahren 2022/2023 wurde das Lied live von der Band Welle: Erdball zusammen mit Alienare gecovert.

## Trivia
Witt dementiert das Gerücht, dass das Lied sich auf die Theodor-Körner-Kaserne in Lüneburg (mit einem goldenen Reiter im Verbandsabzeichen des dort stationierten damaligen Panzeraufklärungsbataillons 3) beziehe, auf seiner Website: „Eins der hartnäckigsten Gerüchte ist das sogenannte ‚Kasernen-Gerücht‘.“